# Trebče
Trebče je naselje u slovenskoj Općini Bistrici ob Sotli. Trebče se nalazi u pokrajini Štajerskoj i statističkoj regiji Savinjskoj. 

## Stanovništvo
Prema popisu stanovništva iz 2002. godine naselje je imalo 252 stanovnika.